# Hylocereus ocamponis
A Hylocereus ocamponis egy ritkán termesztett epifita kaktusz.

## Elterjedése és élőhelye
Mexikó, a Csendes-óceán partvidékén meleg és időszakosan száraz területeken.

## Jellemzői
Fiatalon világoszöld, idősen kékeszöld hajtású növény, a hajtások három bordásak, a bordák élei és a hajtás csúcsa barnás színezetű. Areolái 20–40 mm távolságban fejlődnek, 5-8 tövist hordoznak, melyek hegyesek, 5–12 mm hosszúak. Virágai 250–300 mm hosszúak, fehérek, a külső szirmok fehérek, zöldesek, a belsők megnyúltak, fehérek. A bibe lobusai nem osztottak, zöld színű. Termése kisebb a hasonló élőhelyen előforduló Hylocereus undatusénál.

## Rokonsági viszonyai
E a faj alakkörébe vonták a korábbi Hylocereus purpusi taxont is. A Hylocereus subgenus tagja.